# Rybenka skleníková
Rybenka skleníková (Thermobia domestica) je sice zbarvená hnědě, ale jinak je podobná rybence domácí. Najdeme ji v místnostech, ale dává přednost vlhku a horku. Běžně se vyskytuje v pekárnách, továrnách a teplovodech. Roste po celý život. Při každém svlékání ji dokonce dorostou nohy, o něž dříve přišla nebo si je poškodila.
Žije na celém světě. Tělo má asi 1,5 cm dlouhé.